# John Russell, 1. jarl af Bedford
 Der er flere personer med dette navn, se John Russell (flertydig).
John Russell, 1. jarl af Bedford (født ca. 1485, død 14. marts 1555) var en engelsk kongelig minister i tudortiden. Han tjente som både Lord High Admiral og storseglbevarer fra 1547. Blandt de jordområder, som han fik fra Henrik 8. efter opløsningen af Englands klostre var klostret og byen Tavistock, og det område der i dag er Covent Garden. Russell er forfader til alle efterfølgende jarler og hertuger af Bedford og Earls Russell, inklusive den senere premierminister John Russell og filosoffen Bertrand Russell.